# Serra de la Malla
La Serra de la Malla és una serra situada al municipi de Capolat a la comarca del Berguedà, amb una elevació màxima de 1.242 metres.